# Walsen

Walsen van een dikke metalen plaat

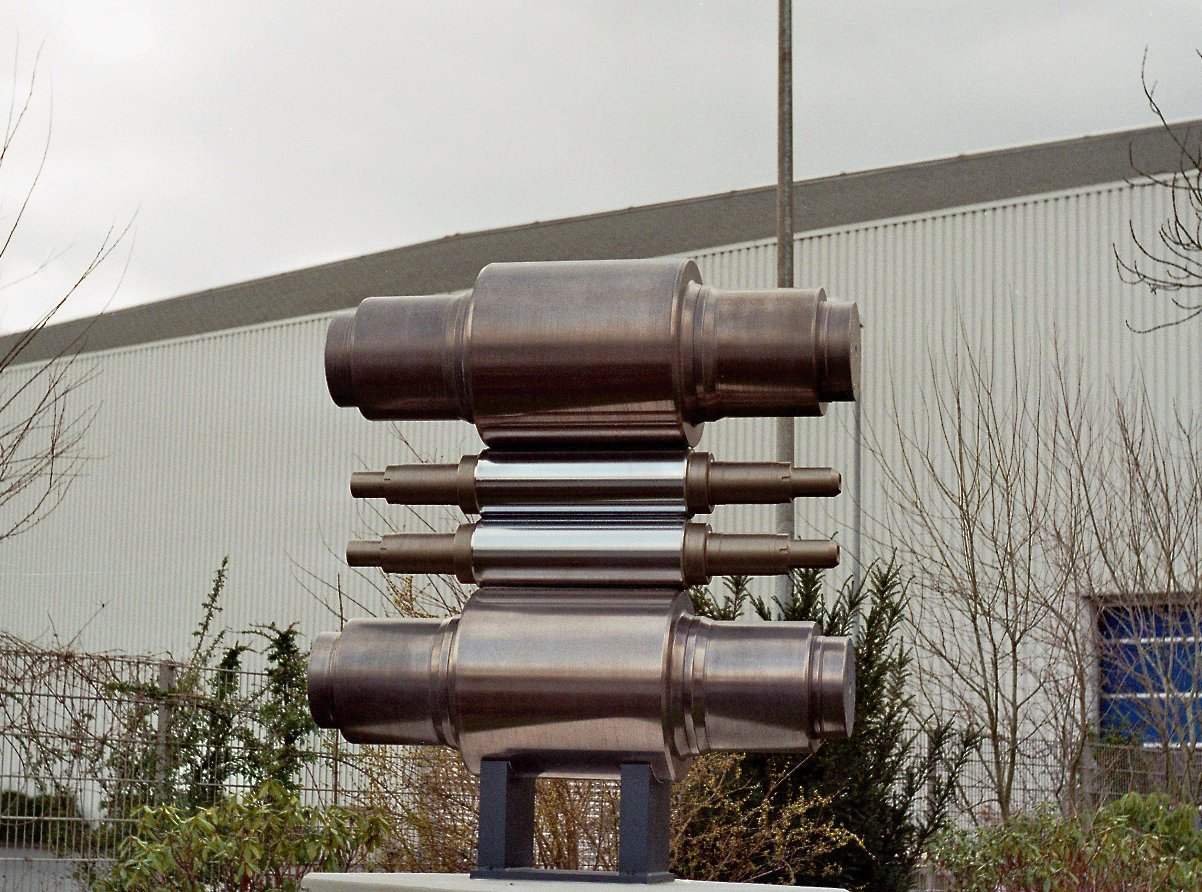
Quartowalsen van een koudbandwals voor stalen profielen, 2007

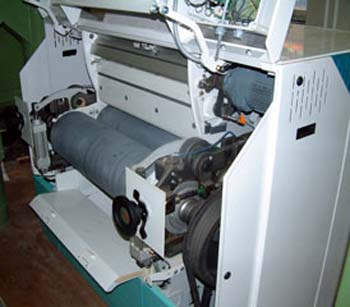
Walsenstoel voor het malen van graan, 2004. Bühler AG type MDDM/MDDO.

Walsen is in de metallurgie een vormgevingstechniek waarbij een dikke plaat staal of ander metaal door twee of meer walsrollen wordt omgevormd tot vlakke platen, folies of profielen. 
Dit kan warm of koud gebeuren. Warm walsen vraagt minder energie omdat de vloeigrens lager is, koud walsen zorgt voor een textuurontwikkeling die meestal gewenst is. Koudwalsen kan interessant zijn voor verschillende sectoren, zoals automobiel, constructie, industrie en landbouw.
Een veelgebruikte methode is het walsen met quarto-walstuigen. Die rollengroep bestaat uit twee strekwalsen, waartussen de plaat wordt gewalst, en twee veel grotere steunwalsen. De steunwalsen dienen om de enorme krachten die inwerken op de strekwalsen op te vangen. Om trillingen door het walsen tegen te gaan worden de strekwalsen enkele millimeters naar voren of achteren gezet. In de staalindustrie worden dikwijls bij het koudwalsen vier of vijf quarto-walstuigen achter elkaar gezet.

## Typen walsrollen
Men onderscheidt twee typen walsrollen:
1. walsen met cilindrische rollen om folies te maken, die later afgewerkt kunnen worden. Voorbeelden zijn gewalste platen waar men carrosserie-onderdelen uit kan ponsen of persen. Folies worden meestal direct als eindproduct verkocht, zoals aluminiumfolie.
2. walsen met geprofileerde rollen, hiermee maakt men onder andere:
  - T- of I-profielen als draagconstructie
  - buizen in allerlei diameters
  - dikwandige pijpstukken
  - schalen
  - conussen
  - traanplaat

## Graan malen
Voor het malen van de graankorrels tot meel worden in een meelfabriek gerilde, stalen walsen gebruikt, die een verschillende snelheid hebben. Ook zitten er in de pletter twee stalen walsen.